# مقاطعة غرين (كارولاينا الشمالية)
مقاطعة غرين (بالإنجليزية: Greene County)‏ هي إحدى مقاطعات ولاية كارولاينا الشمالية في الولايات المتحدة الأمريكية. مركز المقاطعة أو مقعدها هي مدينة سنوهيل. تأسست هذه المقاطعة سنة 1791.أصل هذه المقاطعة يأتي من: مقاطعة دوبز
تم تسميتها مقاطعة غلاسغو في الأصل.

## أعلام
- جيسي سبيت
- جون ألين ويلكوكس